# Ammirerò
Ammirerò è un singolo dei cantanti italiani Clara e Kermit, pubblicato il 26 febbraio 2021 dall'etichetta Sony Music.

## Descrizione
Il brano, scritto dalla stessa Clara con Walter Coppola, è prodotto dallo stesso Kermit.

## Video musicale
Il video musicale, diretto da Michele Manca, in arte Jamal, e John Murd e prodotto da Francesco Recalcati, è stato pubblicato l'11 marzo 2021 attraverso il canale YouTube della cantautrice.

## Tracce
Testi di Clara Soccini, Walter Coppola, musiche di Clara Soccini, Walter Coppola, Marvely e Stefano Leo.
1. Ammirerò – 2:45